# McPherson (Familienname)
McPherson ist ein englischer Familienname schottischem Ursprungs. Es handelt sich um die anglisierte Form des gälischen Mac an Phearsain, wobei die Vorsilbe mac für „Sohn von“ steht und pearsan für „Pfarrer“ (parson).

## Namensträger
- Aimee Semple McPherson (1890–1944), US-amerikanische Evangelistin und Medienpersönlichkeit
- Alvadus Bradley McPherson (* 1937), US-amerikanischer Zoologe
- Andrew McPherson (* 1979), kanadischer Eishockeyspieler
- Archie McPherson (1910–1969), schottischer Fußballspieler und -trainer
- Bryan McPherson (* 1978), US-amerikanischer Singer-Songwriter
- Burchell Alexander McPherson (* 1951), jamaikanischer Geistlicher, Bischof von Montego Bay
- Charles McPherson (* 1939), US-amerikanischer Jazzmusiker (Altsaxophon, Tenorsaxophon, Flöte)
- Conor McPherson (* 1971), irischer Dramatiker und Schriftsteller
- D. J. McPherson, australische Drehbuchautorin und Produzentin
- Dave McPherson (* 1964), schottischer Fußballspieler
- David McPherson (* 1960), britischer Springreiter
- Donald McPherson (1945–2001), kanadischer Eiskunstläufer
- Earle S. MacPherson (1891–1960), US-amerikanischer Ingenieur
- Edward McPherson (1830–1895), US-amerikanischer Politiker
- Eric McPherson (* 1970), US-amerikanischer Jazzmusiker
- Evan McPherson (* 1999), US-amerikanischer American-Football-Spieler
- Graham McPherson (* 1961), britischer Sänger, Songwriter, Schauspieler und Radio-DJ
- Harry McPherson (1929–2012), US-amerikanischer Jurist
- Ian McPherson (1920–1983), schottischer Fußballspieler
- Inika McPherson (* 1986), US-amerikanische Leichtathletin
- Isaac V. McPherson (1868–1931), US-amerikanischer Politiker
- Jack McPherson (1854–1934), schottischer Fußballspieler
- James McPherson (Fußballtrainer) (1891–1960), schottischer Fußballtrainer
- James Alan McPherson (1943–2016), US-amerikanischer Schriftsteller und Hochschullehrer
- James B. McPherson (1828–1864), US-amerikanischer General
- James E. McPherson (* 1953), US-amerikanischer Konteradmiral und Secretary of the Navy
- James M. McPherson (* 1936), US-amerikanischer Historiker
- JD McPherson (* 1977), US-amerikanischer Musiker
- John Macpherson (1853–1904), schottischer Fußballspieler
- John McPherson (Politiker) (1860–1897), australischer Politiker
- John McPherson (Fußballspieler, 1863) (1863–1935), schottischer Fußballspieler
- John McPherson (Fußballspieler, 1868) (1868–1926), schottischer Fußballspieler
- John McPherson (Kameramann) (1941–2007), US-amerikanischer Kameramann und Regisseur
- John Bayard McPherson (1846–1919), US-amerikanischer Jurist
- John R. McPherson (1833–1897), US-amerikanischer Politiker
- Lisa McPherson (1959–1995), US-amerikanische Scientologin
- Mary Patterson McPherson (* 1935), US-amerikanische Hochschulpolitikerin
- Michael S. McPherson (* 1947), US-amerikanischer Ökonom
- Narissa McPherson (* 2006), guyanische Leichtathletin
- Paige McPherson (* 1990), US-amerikanische Taekwondoin
- Patricia McPherson (* 1954), US-amerikanische Filmschauspielerin und Fotomodell
- Ralph McPherson (* 1958), US-amerikanischer Basketballspieler
- Smith McPherson (1848–1915), US-amerikanischer Jurist und Politiker
- Stephenie Ann McPherson (* 1988), jamaikanische Sprinterin
- Stewart McPherson (* 1983), britischer Geograph, Naturfotograf und Botaniker
- Tara McPherson (* 1976), US-amerikanische Malerin und Illustratorin

## Einzelnachweis
1. ↑  McPherson. In: surnamedb.com. Abgerufen am 7. Dezember 2023 (englisch).